# Galeana, Nuevo León
Galeana är en ort i Mexiko.   Den ligger i kommunen Galeana och delstaten Nuevo León, i den centrala delen av landet, 600 km norr om huvudstaden Mexico City. Galeana ligger 1 641 meter över havet och antalet invånare är 6 292.
Terrängen runt Galeana är kuperad åt sydväst, men åt nordost är den bergig. Terrängen runt Galeana sluttar österut. Runt Galeana är det mycket glesbefolkat, med 5 invånare per kvadratkilometer. Galeana är det största samhället i trakten. Trakten runt Galeana består i huvudsak av gräsmarker.